# 1862 w polityce

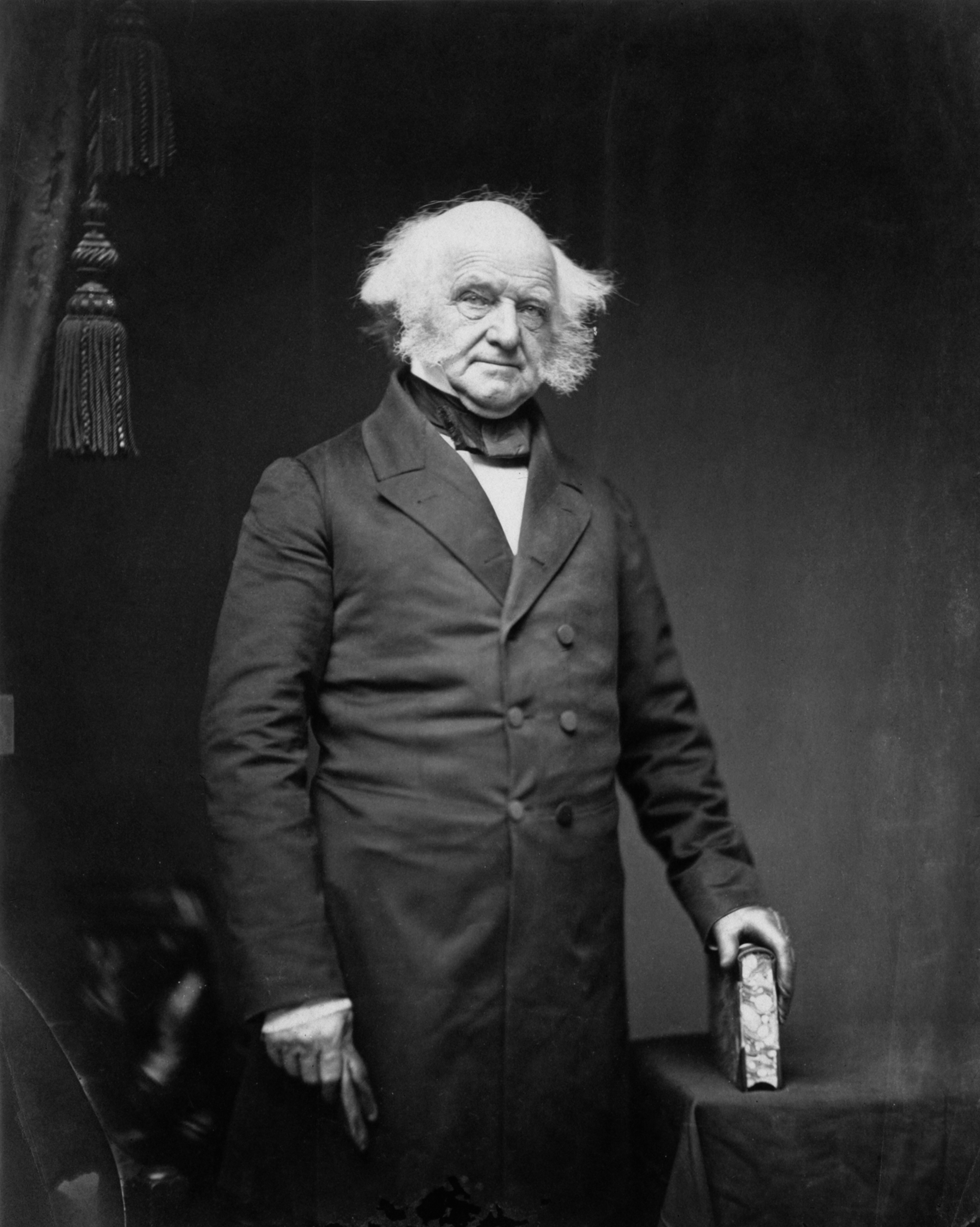
Martin Van Buren

Wydarzenia polityczne w 1862 roku.

## Wydarzenia
- Wojna secesyjna:
  - 8 października Bitwa pod Perryville[1].
  - 11 grudnia–15 grudnia I bitwa pod Fredericksburgiem[2].
- Leland Stanford został gubernatorem Kalifornii[3].

## Urodzili się
- Nicholas Murray Butler, laureat pokojowej Nagrody Nobla[4].

## Zmarli
- 24 lipca Martin Van Buren, prezydent Stanów Zjednoczonych[5].